# Желнин, Аркадий Антонович
Аркадий Антонович Желнин (род. 16 декабря 1998, Красноярск) — российский футболист, вратарь. Выступает за футбольный клуб «Слобода» (Ужице).

## Биография
Воспитанник красноярских клубов «Енисей» и «Рассвет», помимо большого футбола также играл в мини-футбол на любительском уровне. В 2015 году стал победителем международного студенческого турнира в Нидерландах в составе сборной КГТУ.
В 2016 году перешёл в калининградскую «Балтику», но играл только за молодёжный состав команды. В 2017 году перебрался в соседнюю Литву, выступал в первой лиге за «Джюгас» (Тельшяй). В июле 2017 года перешёл в «Атлантас», дебютный матч в чемпионате Литвы сыграл 19 сентября 2017 года против «Жальгириса» (Каунас), провёл все 90 минут и сохранил ворота в неприкосновенности. Всего до конца сезона принял участие в пяти матчах и пропустил семь голов.